# Osini
Osini é também uma comuna italiana da região da Sardenha, província de Nuoro. Com cerca de 947 habitantes, estende-se por uma área de 39.6 km², tendo uma densidade populacional de 24 hab/km² (dados apurados em dezembro de 2004). Faz fronteira com Cardedu, Gairo, Jerzu, Lanusei, Loceri, Tertenia, Ulassai, Ussassai.

## Demografia
| Variação demográfica do município entre 1861 e 2011                               |
|                                                                                   |
| Fonte: Istituto Nazionale di Statistica (ISTAT) - Elaboração gráfica da Wikipedia |